# Droglowice
Droglowice (alemán: Reinberg) es una localidad del distrito de Głogów, en el voivodato de Baja Silesia (Polonia). Se encuentra en el suroeste del país, dentro del término municipal de Pęcław, a unos 3 km al norte de la localidad homónima y sede del gobierno municipal, a unos 11 al este de Głogów, la capital del distrito, y a unos 82 al noroeste de Breslavia, la capital del voivodato. Droglowice perteneció a Alemania hasta 1945.
- Datos: Q5308195

1. ↑  Worldpostalcodes.org,código postal n.º 67-221.